# Вулька-Клічевська
Вулька-Клічевська (пол. Wólka Kliczewska) — село в Польщі, у гміні Журомін Журомінського повіту Мазовецького воєводства.
Населення — 138 осіб (2011).
У 1975-1998 роках село належало до Цехановського воєводства.

## Демографія
Демографічна структура станом на 31 березня 2011 року:
|          | Загалом | Допрацездатний вік | Працездатний вік | Постпрацездатний вік |
| -------- | ------- | ------------------ | ---------------- | -------------------- |
| Чоловіки | 67      | 16                 | 41               | 10                   |
| Жінки    | 71      | 22                 | 33               | 16                   |
| Разом    | 138     | 38                 | 74               | 26                   |